# Helena Kurcewiczówna
 (mai 2025).
Si vous disposez d'ouvrages ou d'articles de référence ou si vous connaissez des sites web de qualité traitant du thème abordé ici, merci de compléter l'article en donnant les références utiles à sa vérifiabilité et en les liant à la section « Notes et références ».
Helena Kurcewicz (nom complet : Helena Kurcewiczówna-Bułyha, plus tard Helena Skrzetuska) est un personnage de fiction apparaissant dans le roman Par le fer et par le feu d'Henryk Sienkiewicz en tant que principal protagoniste féminin. Elle est également mentionnée dans Le Déluge (en) et dans Messire Wolodowski (en).
Helena est une princesse orpheline ruthénienne qui vit avec sa tante et ses cousins à Rozłogi. Jan Skrzetuski (en) tombe amoureux d'elle et se bat pour sa main contre le colonel cosaque Bohun à qui elle était promise.
Dans le film de 1999, elle est interprétée par Izabella Scorupco.